# Ivry-sur-Seine
Ivry-sur-Seine je južno predmestje Pariza in občina ob reki Seni v departmaju Val-de-Marne osrednje francoske regije Île-de-France. Leta 1999 je imelo naselje 50.972 prebivalcev.

## Administracija
Ivry-sur-Seine je sedež dveh kantonov:
- Kanton Ivry-sur-Seine-Vzhod (del občine Ivry-sur-Seine: 24.726 prebivalcev),
- Kanton Ivry-sur-Seine-Zahod (del občine Ivry-sur-Seine: 26.246 prebivalcev).

## Zgodovina
Ivry-sur-Seine se je prvotno imenoval zgolj Ivry, izhajajoč iz srednjeveško-latinskega imena
Ivriacum/Ibriacum. Občina nosi sedanje ime od leta 1897, posledično zaradi ločitve kraja od ostalih francoskih občin z istim imenom.
1. januarja 1860 je občina izgubila približno tretjino ozemlja, ki je prešlo pod Pariz in oblikovalo del njegovega 13. okrožja, danes poznan kot Chinatown.
V Ivryju je bil v marcu 1963 usmrčen Jean-Marie Bastien-Thiry, ki je pred tem izvršil neuspeli atentat na tedanjega francoskega predsednika Charlesa de Gaullea.

## Visoko šolstvo
- Institut polytechnique des sciences avancées

## Pobratena mesta
- Brandenburg an der Havel (Nemčija),
- Wear Valley District (Združeno kraljestvo).